# Capheris oncka
Capheris oncka es una especie de araña del género Capheris, familia Zodariidae. Fue descrita científicamente por Lawrence en 1927.
Habita en Angola, Namibia y Botsuana.